# Ермаков, Андрей Валерьевич
Андре́й Вале́рьевич Ермако́в  (25 сентября 1976 года, Псков, СССР) — российский футболист, полузащитник.
Выступал за дублирующий состав петербургского «Локомотива» в третьей лиге, великолукскую «Энергию» — во втором дивизионе, ФК «Псков» — в первенстве КФК.
В 2000—2001 годах играл в высшей лиге Литвы за «Атлантас» из Клайпеды.
В 2001 году сыграл в одном матче во втором дивизионе за липецкий «Металлург», а также выступал за дубль команды в первенстве КФК.
Бронзовый призёр чемпионата Литвы 2000. Обладатель Кубка МРО «Северо-Запад», победитель первенства КФК в зоне «Северо-Запад», чемпион России среди КФК — 1999.